# 第100屆箱根驛傳
第100屆東京箱根間往復大學驛傳競走（日语：第100回東京箱根間往復大学駅伝競走），一般稱為2024年箱根驛傳（Hakone Ekiden 2024），於2024年（令和6年）1月2日至3日舉辦。
此次大会作为第100届纪念大会举办，比往常增加了3所参赛学校，共有23所学校参与本次大会。
在2023年10月的预选赛中，随着参赛学校数量的增加，预选通过学校数量将增加3个名额，同时对关东以外的大学的限制也在本届比赛中开放。值得注意的是，在本届比赛中不会组建关东学生联合队。

## 賽程
所有時間均為日本標準時間（UTC+9）
| 日期         | 時間  | 階段                                          |
| ------------ | ----- | --------------------------------------------- |
| 2024年1月2日 | 08:00 | 往路 大手町（起點）－蘆之湖停車場入口（終點） |
| 2024年1月3日 | 08:00 | 復路 蘆之湖停車場入口（起點）－大手町（終點） |

## 區間
| 距離總長 217.1 公里 | 距離總長 217.1 公里                             | 距離總長 217.1 公里                             | 距離總長 217.1 公里                             |              | 中繼站               | 中繼站 強制起跑時間                  |
| 往路 (107.5 公里)   | （起點）大手町・讀賣新聞大廈前                  | （起點）大手町・讀賣新聞大廈前                  | （起點）大手町・讀賣新聞大廈前                  |              | 大手町               | 8時00分 往路起跑                     |
| 往路 (107.5 公里)   | 第一區                                          | 大手町 - 鶴見                                   | 21.3 公里                                       |              | -                    | -                                    |
| 往路 (107.5 公里)   | 第一區                                          | 大手町 - 鶴見                                   | 21.3 公里                                       |              | 鶴見中繼站           | 首間學校通過後10分鐘                 |
| 往路 (107.5 公里)   | 第二區                                          | 鶴見 - 戶塚                                     | 23.1 公里                                       |              | 鶴見中繼站           | 首間學校通過後10分鐘                 |
| 往路 (107.5 公里)   | 第二區                                          | 鶴見 - 戶塚                                     | 23.1 公里                                       |              | 戶塚中繼站           | 首間學校通過後10分鐘                 |
| 往路 (107.5 公里)   | 第三區                                          | 戶塚 - 平塚                                     | 21.4 公里                                       |              | 戶塚中繼站           | 首間學校通過後10分鐘                 |
| 往路 (107.5 公里)   | 第三區                                          | 戶塚 - 平塚                                     | 21.4 公里                                       |              | 平塚中繼站           | 首間學校通過後15分鐘                 |
| 往路 (107.5 公里)   | 第四區                                          | 平塚 - 小田原                                   | 20.9 公里                                       |              | 平塚中繼站           | 首間學校通過後15分鐘                 |
| 往路 (107.5 公里)   | 第四區                                          | 平塚 - 小田原                                   | 20.9 公里                                       |              | 小田原中繼站         | 首間學校通過後15分鐘                 |
| 往路 (107.5 公里)   | 第五區                                          | 小田原 - 箱根町                                 | 20.8 公里                                       |              | 小田原中繼站         | 首間學校通過後15分鐘                 |
| 往路 (107.5 公里)   | 第五區                                          | 小田原 - 箱根町                                 | 20.8 公里                                       | -            |                      |                                      |
| 往路 (107.5 公里)   | （往路終點／复路起點） 箱根町・蘆之湖停車場入口 | （往路終點／复路起點） 箱根町・蘆之湖停車場入口 | （往路終點／复路起點） 箱根町・蘆之湖停車場入口 |              | 箱根町               | 8時00分 复路起跑（8時10分 同時出發） |
| 復路 (109.6 公里)   | （往路終點／复路起點） 箱根町・蘆之湖停車場入口 | （往路終點／复路起點） 箱根町・蘆之湖停車場入口 | （往路終點／复路起點） 箱根町・蘆之湖停車場入口 |              | 箱根町               | 8時00分 复路起跑（8時10分 同時出發） |
| 第六區              | 箱根町 - 小田原                                 | 20.8 公里                                       |                                                 | -            | -                    |                                      |
| 第六區              | 箱根町 - 小田原                                 | 20.8 公里                                       |                                                 | 小田原中繼站 | 首間學校通過後20分鐘 |                                      |
| 第七區              | 小田原 - 平塚                                   | 21.3 公里                                       |                                                 | 小田原中繼站 | 首間學校通過後20分鐘 |                                      |
| 第七區              | 小田原 - 平塚                                   | 21.3 公里                                       |                                                 | 平塚中繼站   | 首間學校通過後20分鐘 |                                      |
| 第八區              | 平塚 - 戶塚                                     | 21.4 公里                                       |                                                 | 平塚中繼站   | 首間學校通過後20分鐘 |                                      |
| 第八區              | 平塚 - 戶塚                                     | 21.4 公里                                       |                                                 | 戶塚中繼站   | 首間學校通過後20分鐘 |                                      |
| 第九區              | 戶塚 - 鶴見                                     | 23.1 公里                                       |                                                 | 戶塚中繼站   | 首間學校通過後20分鐘 |                                      |
| 第九區              | 戶塚 - 鶴見                                     | 23.1 公里                                       |                                                 | 鶴見中繼站   | 首間學校通過後20分鐘 |                                      |
| 第十區              | 鶴見 - (日本橋) - 大手町                        | 23.0 公里                                       |                                                 | 鶴見中繼站   | 首間學校通過後20分鐘 |                                      |
| 第十區              | 鶴見 - (日本橋) - 大手町                        | 23.0 公里                                       | -                                               |              |                      |                                      |
| 大手町（終點）      |                                                 |                                                 |                                                 |              |                      |                                      |

## 参赛学校
| 种子学校       | No. | 学校         | 上届赛事名次     |
| -------------- | --- | ------------ | ---------------- |
| 种子学校       | 1   | 驹泽大学     | 第一名           |
| 种子学校       | 2   | 中央大学     | 第二名           |
| 种子学校       | 3   | 青山学院大学 | 第三名           |
| 种子学校       | 4   | 国学院大学   | 第四名           |
| 种子学校       | 5   | 顺天堂大学   | 第五名           |
| 种子学校       | 6   | 早稻田大学   | 第六名           |
| 种子学校       | 7   | 法政大学     | 第七名           |
| 种子学校       | 8   | 创价大学     | 第八名           |
| 种子学校       | 9   | 城西大学     | 第九名           |
| 种子学校       | 10  | 东洋大学     | 第十名           |
| 预选赛晋级学校 | 11  | 大东文化大学 | 第16名           |
| 预选赛晋级学校 | 12  | 明治大学     | 第12名           |
| 预选赛晋级学校 | 13  | 帝京大学     | 第13名           |
| 预选赛晋级学校 | 14  | 日本体育大学 | 第17名           |
| 预选赛晋级学校 | 15  | 日本大学     | 第18名（第96届） |
| 预选赛晋级学校 | 16  | 立教大学     | 第18名           |
| 预选赛晋级学校 | 17  | 神奈川大学   | 第12名（第98届） |
| 预选赛晋级学校 | 18  | 国士馆大学   | 第19名           |
| 预选赛晋级学校 | 19  | 中央学院大学 | 第16名（第98届） |
| 预选赛晋级学校 | 20  | 东海大学     | 第15名           |
| 预选赛晋级学校 | 21  | 东京农业大学 | 第14名（第90届） |
| 预选赛晋级学校 | 22  | 骏河台大学   | 第19名（第98届） |
| 预选赛晋级学校 | 23  | 山梨学院大学 | 第14名           |

## 赛事结果
|                    | 大会成績                     | 大会成績                    | 截至99届比赛的比赛最佳记录                     |
| ------------------ | ---------------------------- | --------------------------- | ---------------------------------------------- |
| 综合優勝(217.1 km) | 青山学院大学(睽違2年，第7次) | 10小时41分25秒 <大会新记录> | 10小时43分42秒 青山学院大学 （第98届、2022年） |
| 往路優勝(107.5 km) | 青山学院大学(睽違2年，第6次) | 5小时18分13秒 <往路新记录>  | 5小时21分16秒 青山学院大学 （第96届、2020年）  |
| 复路優勝(109.6 km) | 青山学院大学(睽違2年，第8次) | 5小时23分12秒               | 5小时21分36秒 青山学院大学 （第98届、2022年）  |

### 区间赏
| 区间 | 选手       | 学校         | 区间用时                  |
| ---- | ---------- | ------------ | ------------------------- |
| 往路 |            |              |                           |
| 1区  | 篠原倖太朗 | 驹泽大学     | 1小时1分2秒               |
| 2区  | 黑田朝日   | 青山学院大学 | 1小时6分7秒               |
| 3区  | 太田蒼生   | 青山学院大学 | 59分47秒                  |
| 4区  | 佐藤一世   | 青山学院大学 | 1小时1分10秒              |
| 5区  | 山本唯翔   | 城西大學     | 1小时9分14秒 [区間新記録] |
| 复路 |            |              |                           |
| 6区  | 武田和馬   | 法政大学     | 58分2秒                   |
| 7区  | 吉居駿恭   | 中央大学     | 1小时2分27秒              |
| 8区  | 塩出翔太   | 青山学院大学 | 1小时4分                  |
| 9区  | 倉本玄太   | 青山学院大学 | 1小时8分51秒              |
| 10区 | 岸本遼太郎 | 东洋大学     | 1小时8分51秒              |